# Хелмар Милер
Хелмар Милер (Сомбор, 11. август 1939 — 9. јун 2023) био је западнонемачки атлетичар специјалиста за трке на 400 м.
Учествовао је на Летњим олимпијским играма 1968. у Мексику, где је наступио у две трчачке дисциплине: 400 м и штафети 4 х 100 м. Као члан штафете посвојио је бронзану медаљу резултатом 3:00,5, што уједно био и нови европски рекорд. Поред њега у штафети су били и Герхард Хениге, Манфред Киндер и Мартин Јелингхаус. У дисциплини на 400 метара испао је у полуфиналу иако је истрчао лични рекорд 45,77.
На Европском првенству у дворани 1970. у Бечу освојио је бронзану медаљу са штафетом 4 х 400 метара која се такмичила у сатаву Дитер Хубнер, Карл-Херман Тофауте, Улрих Штромахер и Херман Милер.
Милер је 1968. био другопласирани на првенству Немачке на 400 метара  као и два пута првак у штафети 4 х 400 метара 1969. и 1970.
По завршетку атлетске каријере  радио је као фудбалски тренер. У периоду 1976—1977. био је помоћни тренер Иштвана Станијега у првом тиму Штутгарта и 2013. водио је други тим клуба.